# Riña tumultuaria
La riña tumultuaria es un delito tipificado en el artículo 154 del Código Penal Español, dentro del Título III "De las lesiones". Se castiga a quienes riñeren entre sí, acometiéndose tumultuariamente, y utilizando medios o instrumentos que pongan en peligro la vida o integridad de las personas, con la pena de prisión de tres meses a un año o multa de seis meses a 24 meses.

## Requerimientos
Para que se considere riña tumultuaria deben darse los siguientes elementos:
- Pluralidad de personas enfrentadas entre sí, con varios grupos en conflicto.
- Que en esa riña varios agresores se acometan entre sí de modo confuso o tumultuario.
- Que en esa riña haya alguien que utilice medios o instrumentos que pongan en peligro la vida de las personas.

Si ambos bandos tenían medios, todos serían culpables. En el caso de que solo un bando tuviera los medios para hacer daño, solo ese bando sería culpable. Es importante que para que se determine que sea riña tumultuaria no haya un objetivo claro, no es hacia una persona directamente. Además en la riña no se puede discernir quién la inició.

## Pena
La pena recibida puede oscilar entre los tres meses al año o multa de seis a 24 meses. Si además se conoce el autor de las lesiones o muerte se puede condenar por homicidio o lesiones, además de que el resto de participantes pueden denunciarlo si utilizó medios para hacer daño.